# 戴维·坎宁安
戴维·坎宁安（英語：David Cunningham，1962年1月28日—），澳大利亚男子射击运动员。他曾代表澳大利亚参加1998年和2002年英联邦运动会射击比赛，获得一枚银牌和一枚铜牌。他也曾参加1996年和2000年夏季奥林匹克运动会。